# فندک و شاهزاده خانم
فندک و شاهزاده خانم (انگلیسی: Lighter and Princess؛‏ چینی: 点燃我，温暖你) مجموعه تلویزیونی چینی در ژانر عاشقانه و درام جوانانه محصول سال ۲۰۲۲ است. این مجموعه به کارگردانی لیو جون‌جی و نویسندگی جو یونگ و با بازی آرتور چن و ژانگ جینگ‌یی است. این مجموعه اقتباسی از رمان فندک و شاهزاده خانم (打火机与公主裙) نوشتهٔ Twentine است. فیلم‌برداری این مجموعه در ۲۹ سپتامبر ۲۰۲۱ آغاز و در فوریه ۲۰۲۲ به پایان رسید. پخش آن از ۳ نوامبر ۲۰۲۲ در یوکو آغاز شد. همچنین این مجموعه در تایوان به صورت همزمان توسط پلتفرم لاین تی‌وی از همان تاریخ، روزهای دوشنبه تا چهارشنبه ساعت ۲۲:۰۰ منتشر شد.

## خلاصه داستان
این مجموعه روایت‌گر داستان عاشقانه‌ای است میان لی شون، نابغهٔ بی‌پروای برنامه‌نویسی و ژو یون، دختری سخت‌کوش و با اراده که در دوران دانشجویی با یکدیگر آشنا می‌شوند و داستان فراز و نشیب‌های زندگی آن‌ها را از فضای جوانانه دانشگاه تا چالش‌های دنیای حرفه‌ای دنبال می‌کند؛ رابطه‌ای که با وجود موانع بسیار، همچنان استوار و همراه باقی می‌ماند.

## بازیگران
- آرتور چن در نقش لی شون
- ژانگ جینگ‌یی در نقش ژو یون